# Ceratochernes
Genre
Ceratochernes est un genre de pseudoscorpions de la famille des Chernetidae.

## Distribution
Les espèces de ce genre sont endémiques du Venezuela.

## Liste des espèces
Selon Pseudoscorpions of the World (version 3.0) :
- Ceratochernes granulatus Mahnert, 1994
- Ceratochernes guanophilus Mahnert, 1994

## Publication originale
- Mahnert, 1994 : New chernetid pseudoscorpions (Pseudoscorpionida: Chernetidae) from Venezuela and Brazil, with remarks on the genus Ancalochernes Beier. Revue Suisse de Zoologie, vol. 101, no 3, p. 829-838 (texte intégral).